# Grand Prix automobile de Grande-Bretagne 1984
Résultats du Grand Prix automobile de Grande-Bretagne de Formule 1 1984 qui a eu lieu sur le circuit de Brands Hatch le 22 juillet 1984.

## Classement
| Pos. | No | Pilote             | Écurie            | Tours | Temps/Abandon                      | Grille | Points |
| ---- | -- | ------------------ | ----------------- | ----- | ---------------------------------- | ------ | ------ |
| 1    | 8  | Niki Lauda         | McLaren-TAG       | 71    | 1 h 29 min 28 s 532 (200,299 km/h) | 3      | 9      |
| 2    | 16 | Derek Warwick      | Renault           | 71    | + 42 s 123                         | 6      | 6      |
| 3    | 19 | Ayrton Senna       | Toleman-Hart      | 71    | + 1 min 03 s 328                   | 7      | 4      |
| 4    | 11 | Elio De Angelis    | Lotus-Renault     | 70    | + 1 tour                           | 4      | 3      |
| 5    | 27 | Michele Alboreto   | Ferrari           | 70    | + 1 tour                           | 9      | 2      |
| 6    | 28 | René Arnoux        | Ferrari           | 70    | + 1 tour                           | 13     | 1      |
| 7    | 1  | Nelson Piquet      | Brabham-BMW       | 70    | + 1 tour                           | 1      |        |
| 8    | 15 | Patrick Tambay     | Renault           | 69    | Moteur                             | 10     |        |
| 9    | 24 | Piercarlo Ghinzani | Osella-Alfa Romeo | 68    | + 3 tours                          | 21     |        |
| 10   | 26 | Andrea De Cesaris  | Ligier-Renault    | 68    | + 3 tours                          | 19     |        |
| Dsq. | 4  | Stefan Bellof      | Tyrrell-Ford      | 68    | Disqualifié                        | 26     |        |
| 11   | 17 | Marc Surer         | Arrows-BMW        | 67    | + 4 tours                          | 15     |        |
| 12   | 22 | Riccardo Patrese   | Alfa Romeo        | 66    | Boîte de vitesses                  | 17     |        |
| Nc.  | 21 | Huub Rothengatter  | Spirit-Hart       | 62    | Non classé                         | 22     |        |
| Abd. | 25 | François Hesnault  | Ligier-Renault    | 43    | Panne électrique                   | 20     |        |
| Abd. | 7  | Alain Prost        | McLaren-TAG       | 37    | Boîte de vitesses                  | 2      |        |
| Abd. | 12 | Nigel Mansell      | Lotus-Renault     | 24    | Boîte de vitesses                  | 8      |        |
| Abd. | 18 | Thierry Boutsen    | Arrows-BMW        | 24    | Panne électrique                   | 12     |        |
| Abd. | 5  | Jacques Laffite    | Williams-Honda    | 14    | Pompe à eau                        | 16     |        |
| Abd. | 10 | Jonathan Palmer    | RAM-Hart          | 10    | Accident                           | 23     |        |
| Abd. | 2  | Teo Fabi           | Brabham-BMW       | 9     | Allumage                           | 14     |        |
| Abd. | 14 | Manfred Winkelhock | ATS-BMW           | 8     | Sortie de piste                    | 11     |        |
| Abd. | 6  | Keke Rosberg       | Williams-Honda    | 5     | Turbo                              | 5      |        |
| Dsq. | 3  | Stefan Johansson   | Tyrrell-Ford      | 0     | Disqualifié                        | 25     |        |
| Abd. | 23 | Eddie Cheever      | Alfa Romeo        | 0     | Accident                           | 18     |        |
| Abd. | 9  | Philippe Alliot    | RAM-Hart          | 0     | Accident                           | 24     |        |
| Abd. | 30 | Jo Gartner         | Osella-Alfa Romeo | 0     | Accident                           | 27     |        |
| Nq.  | 20 | Johnny Cecotto     | Toleman-Hart      |       | Non qualifié                       |        |        |

## Pole position et record du tour
- Pole position : Nelson Piquet en 1 min 10 s 869 (vitesse moyenne : 213,707 km/h).
- Meilleur tour en course : Niki Lauda en 1 min 13 s 191 au 57e tour (vitesse moyenne : 206,927 km/h).

## Tours en tête
- Nelson Piquet : 11 (1-11)
- Alain Prost : 26 (12-37)
- Niki Lauda : 34 (38-71)

## À noter
- 22e victoire pour Niki Lauda.
- 36e victoire pour McLaren en tant que constructeur.
- 6e victoire pour TAG Porsche en tant que motoriste.
- La course, stoppée au drapeau rouge au onzième tour à la suite de l'accident de Johnathan Palmer, coincé dans sa voiture, s'est disputée en deux manches avec additions des temps. Les pilotes repartent pour une seconde manche de 60 tours.